# Milan Nový

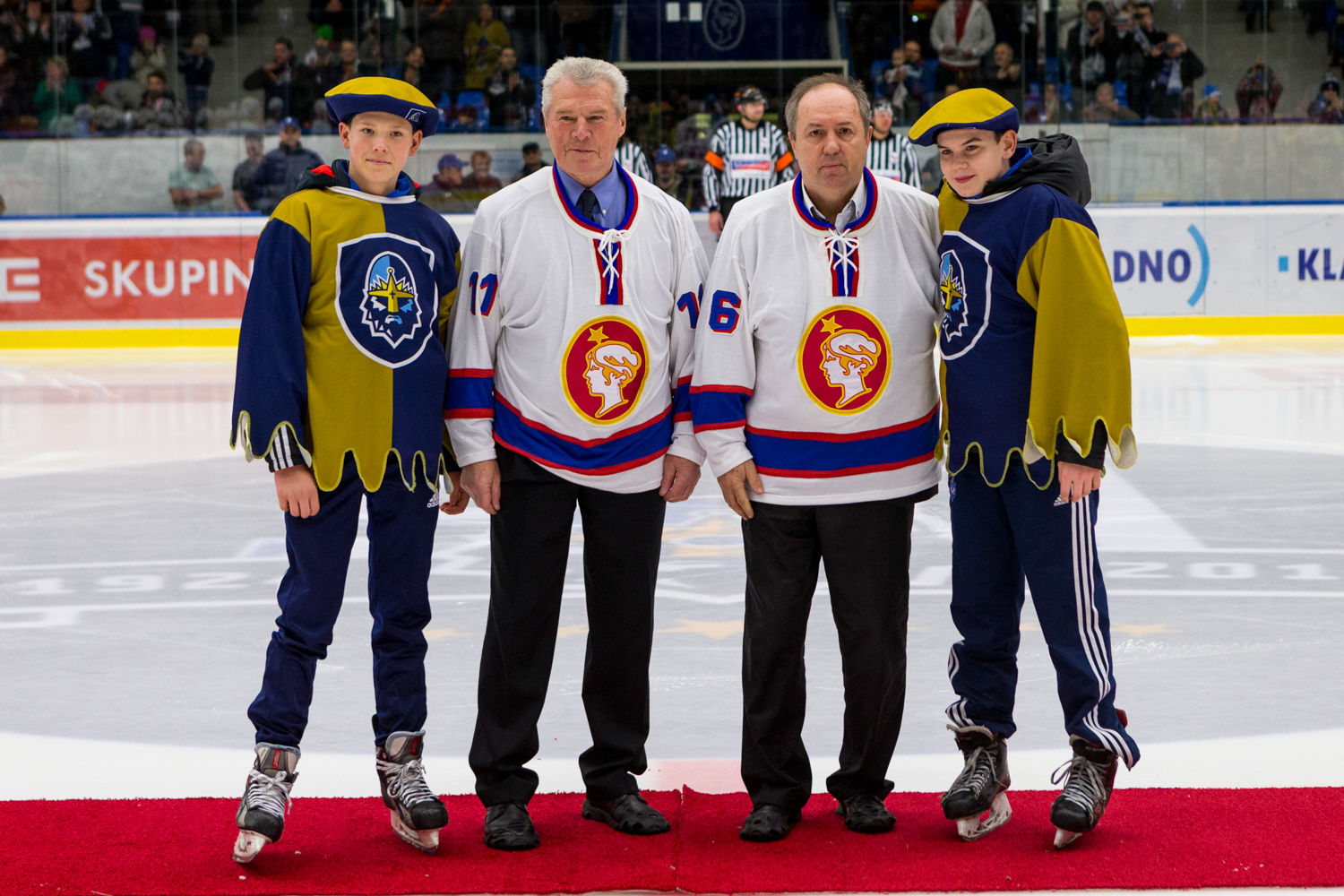
Vyřazení kladenských dresů v roce 2014: František Pospíšil (č. 11) a Milan Nový (č. 6)

Milan Nový (* 23. září 1951 Kamenné Žehrovice) je bývalý československý hokejový útočník a člen české hokejové síně slávy.

## Kariéra
Mezi jeho největší úspěchy patří stříbro z olympiády v Innsbrucku 1976, zlato z Mistrovství světa 1976 a 1977 a stříbro z Kanadského poháru 1976. V domácí lize vyhrál v letech 1975–1980 s týmem TJ SONP Kladno pět titulů.
Nový byl třikrát vyhlášen nejlepším hráčem domácí ligy v anketě Zlatá hokejka a v šesti sezónách byl nejlepším střelcem. Jeho 90 bodů za 59 gólů a 31 asistencí v ročníku 1976/1977 je rekordem ligy. Celkem je autorem 474 gólů v 590 ligových zápasech a za československou reprezentaci dal 120 branek v 211 utkáních. Je na prvním místě v klubu hokejových střelců deníku Sport. V osmi ligových ročnících za sebou nevynechal ani jeden zápas.
Nový získal stříbrnou medaili na Zimních olympijských hrách 1976 a zúčastnil se i Zimních olympijských her 1980, kde se tým Československa umístil na 5. místě a Nový zde vyhrál kanadské bodování s 15 body. V letech 1975–1982 hrál na sedmi světových šampionátech, v roce 1976 byl nominován do all–star sestavy mistrovství. Stal se nejlepším střelcem Turnaje Izvestija v Moskvě v roce 1974.
Na Kanadském poháru 1976 byl nejlepším střelcem svého týmu a dostal se i do all-stars sestavy turnaje. Byl autorem jediného gólu v zápase, ve kterém Československo zvítězilo 1:0 nad Kanadou. Hrál také na Kanadském poháru 1981.
V sezóně 1982/83 hrál v NHL za Washington Capitals, ale po roce se vrátil zpět do Evropy, protože si nezvykl na severoamerický herní styl. Hrál ještě dva roky ve Švýcarsku, rok v Rakousku a v roce 1986 se vrátil zpět do Kladna. Ve své poslední sezóně 1988/1989 hrál v útoku s tehdy sedmnáctiletým Jaromírem Jágrem.
Po skončení hokejové kariéry se Milan Nový stal podnikatelem, zástupcem izraelské kosmetické firmy v Česku. Později pracoval jako obchodní manažer ve firmě HUTIRA - BRNO, které je zaměřená na plynárenství a energetiku.

## Ocenění a úspěchy
- 1973, 1975, 1976, 1977, 1981, 1982 • ČSHL - Nejlepší střelec československé hokejové ligy
- 1973, 1976, 1977, 1978  • ČSHL - Nejproduktivnější hráč československé hokejové ligy
- 1981, 1982 • ČSHL - Nejlepší nahrávač československé hokejové ligy
- 1976 • KP - All-star tým
- 1976 • MS - All-star tým
- 1980 • OH - Nejlepší nahrávač na ZOH (8 nahrávek)
- 1980 • OH - Nejproduktivnější hráč na ZOH (15 bodů)
- 1977, 1981, 1982 • Zlatá hokejka
- 2008 • Síň slávy českého hokeje
- 2012 • Síň slávy IIHF

## Prvenství
- Debut v NHL - 6. října 1982 (New York Rangers proti Washington Capitals)
- První gól v NHL - 6. října 1982 (New York Rangers proti Washington Capitals)
- První asistence v NHL - 6. října 1982 (New York Rangers proti Washington Capitals)

## Klubová statistika
| Sezóna        | Klub                | Soutěž        |     | Základní část | Základní část | Základní část | Základní část | Základní část |    | Play off | Play off | Play off | Play off | Play off |
| Sezóna        | Klub                | Soutěž        | Z   | G             | A             | B             | TM            | Z             | G  | A        | B        | TM       |          |          |
| 1971–72       | SONP Kladno         | ČSHL          | 36  | 19            | 14            | 33            | —             | —             | —  | —        | —        | —        |          |          |
| 1972–73       | HC Dukla Jihlava    | ČSHL          | 40  | 39            | 17            | 56            | 18            | —             | —  | —        | —        | —        |          |          |
| 1973–74       | HC Dukla Jihlava    | ČSHL          | 44  | 34            | 23            | 57            | 18            | —             | —  | —        | —        | —        |          |          |
| 1974–75       | SONP Kladno         | ČSHL          | 40  | 46            | 22            | 68            | 38            | —             | —  | —        | —        | —        |          |          |
| 1975–76       | SONP Kladno         | ČSHL          | 32  | 32            | 25            | 57            | 14            | —             | —  | —        | —        | —        |          |          |
| 1976–77       | Poldi SONP Kladno   | ČSHL          | 44  | 59            | 31            | 90            | —             | —             | —  | —        | —        | —        |          |          |
| 1977–78       | Poldi SONP Kladno   | ČSHL          | 44  | 40            | 35            | 75            | 64            | —             | —  | —        | —        | —        |          |          |
| 1978–79       | Poldi SONP Kladno   | ČSHL          | 22  | 24            | 15            | 39            | 4             | 22            | 9  | 8        | 17       | —        |          |          |
| 1979–80       | Poldi SONP Kladno   | ČSHL          | 44  | 36            | 30            | 66            | 20            | —             | —  | —        | —        | —        |          |          |
| 1980–81       | Poldi SONP Kladno   | ČSHL          | 16  | 19            | 42            | 61            | 12            | 28            | 13 | 6        | 19       | —        |          |          |
| 1981–82       | Poldi SONP Kladno   | ČSHL          | 44  | 29            | 38            | 67            | 40            | —             | —  | —        | —        | —        |          |          |
| 1982–83       | Washington Capitals | NHL           | 73  | 18            | 30            | 48            | 16            | 2             | 0  | 0        | 0        | 0        |          |          |
| 1983–84       | ZSC Lions           | NL A          | 38  | 31            | 23            | 54            | —             | —             | —  | —        | —        | —        |          |          |
| 1984–85       | ZSC Lions           | NL B          | 40  | 40            | 44            | 84            | —             | —             | —  | —        | —        | —        |          |          |
| 1985–86       | Wiener EV           | Rak           | 40  | 31            | 50            | 81            | 16            | —             | —  | —        | —        | —        |          |          |
| 1986–87       | Poldi SONP Kladno   | 1.ČSHL        | 34  | 24            | 29            | 53            | 18            | 6             | 9  | 9        | 18       | 0        |          |          |
| 1987–88       | Poldi SONP Kladno   | ČSHL          | 47  | 24            | 39            | 53            | 10            | —             | —  | —        | —        | —        |          |          |
| 1988–89       | Poldi SONP Kladno   | ČSHL          | 40  | 15            | 29            | 34            | 2             | —             | —  | —        | —        | —        |          |          |
| Celkem v ČSHL | Celkem v ČSHL       | Celkem v ČSHL | 493 | 416           | 340           | 756           | 240           | 50            | 22 | 14       | 36       | —        |          |          |

## Reprezentace
| Rok                       | Tým                       | Soutěž                    | Z  | G  | A  | B  | TM |
| ------------------------- | ------------------------- | ------------------------- | -- | -- | -- | -- | -- |
| 1975                      | Československo            | MS                        | 10 | 4  | 4  | 8  | 4  |
| 1976                      | Československo            | OH                        | 5  | 5  | 0  | 5  | 0  |
| 1976                      | Československo            | MS                        | 10 | 9  | 6  | 15 | 4  |
| 1976                      | Československo            | KP                        | 7  | 5  | 3  | 8  | 2  |
| 1977                      | Československo            | MS                        | 10 | 7  | 9  | 16 | 2  |
| 1978                      | Československo            | MS                        | 9  | 4  | 1  | 5  | 2  |
| 1979                      | Československo            | MS                        | 5  | 0  | 2  | 2  | 4  |
| 1980                      | Československo            | OH                        | 6  | 7  | 8  | 15 | 0  |
| 1981                      | Československo            | MS                        | 8  | 6  | 2  | 8  | 2  |
| 1981                      | Československo            | KP                        | 6  | 1  | 2  | 3  | 7  |
| 1982                      | Československo            | MS                        | 10 | 3  | 1  | 4  | 6  |
| Seniorská kariéra celkově | Seniorská kariéra celkově | Seniorská kariéra celkově | 86 | 51 | 38 | 89 | 33 |